# Chakia, Bihar
Chākia är en ort i Indien.   Den ligger i distriktet Pūrba Champāran och delstaten Bihar, i den nordöstra delen av landet, 800 km öster om huvudstaden New Delhi. Chākia ligger 67 meter över havet och antalet invånare är 17 831.
Terrängen runt Chākia är mycket platt. Runt Chākia är det tätbefolkat, med 982 invånare per kvadratkilometer. Det finns inga andra samhällen i närheten. Trakten runt Chākia består till största delen av jordbruksmark.